# Yurie Tanaka
Yurie Tanaka (japanisch 田中 友里恵 Tanaka Yurie; * 6. Januar 1989 im heutigen Minami-Uonuma, Niigata) ist eine ehemalige japanische Biathletin. Sie gehörte ab 2013 zur Nationalmannschaft, bestritt insgesamt fünf Weltmeisterschaften und nahm an den Olympischen Spielen 2018 und 2022 teil.

## Sportliche Laufbahn
Yurie Tanaka trat Anfang 2013 erstmals in zwei Rennen des IBU-Cup an und wurde daraufhin sofort in die Nationalmannschaft aufgenommen. Ihr Debüt im Weltcup gab sie zu Beginn der Saison 2013/14 in Östersund und wurde 80. des Einzels, 94. des Sprints sowie 19. mit der Mixedstaffel. Im Folgejahr startete die Japanerin in Kontiolahti erstmals bei Weltmeisterschaften und erzielte als beste Platzierung im Einzel mit zwei Schießfehlern Rang 27. Dieses Ergebnis konnte sie bis zu ihrem Karriereende nicht schlagen und blieb ihre einzige Platzierung in den Punkterängen der besten 40 Athleten. In den kommenden Jahren platzierte sich Tanaka im Großteil im hinteren Teil des Feldes, bekam aber vereinzelt auch gute Ergebnisse zustande. So wurde sie im Februar 2016 in Canmore 51. des Sprints, ein dreiviertel Jahr später erreichte sie in Nové Město na Moravě ihr erstes Verfolgungsrennen auf Weltcupebene. Teils startete die Japanerin auch im IBU-Cup, wo sie Ende 2016 in Beitostølen beim Debütsieg Denise Herrmanns einen 16. Platz im Sprint erzielte.
Beim Staffelrennen in Hochfilzen im Dezember 2017 gelang es Tanaka, mit Fuyuko Tachizaki, Sari Furuya und Rina Mitsuhashi die erste Top-10-Platzierung einer japanischen Frauenstaffel seit der Saison 2004/05 zu erzielen. Daraufhin wurde die 29-Jährige für die Olympischen Spiele 2018 nominiert, wo sie nach Rang 68 im Sprint das Verfolgungsrennen recht knapp verpasste. Da sich die unterdurchschnittlichen Lauf- und Schießleistungen der Japanerin in den Folgejahren nicht verbesserten, erzielte sie im Weltcup im Durchschnitt nur noch Ergebnisse um Rang 80 bis 90, teilweise bekam sie auch weiterhin Einsätze im IBU-Cup. Ihre zweiten Olympischen Spiele bestritt Tanaka 2022 und wurde 71. und 74. sowie 17. mit der Damenstaffel. Zum Ende der Saison 2021/22 gab sie dann zusammen mit ihrer Teamkollegin Sari Maeda (geb. Furuya) ihr Karriereende bekannt und hinterließ damit eine schwer zu füllende Lücke im japanischen Team.

## Persönliches
Tanaka gehörte wie alle japanischen Biathleten dem Militär an und lebt in Sapporo.

## Statistiken

### Weltcupplatzierungen
Die Tabelle zeigt alle Platzierungen (je nach Austragungsjahr einschließlich Olympische Spiele und Weltmeisterschaften).
- 1.–3. Platz: Anzahl der Podiumsplatzierungen
- Top 10: Anzahl der Platzierungen unter den ersten zehn (einschließlich Podium)
- Punkteränge: Anzahl der Platzierungen innerhalb der Punkteränge (einschließlich Podium und Top 10)
- Starts: Anzahl gelaufener Rennen in der jeweiligen Disziplin
- Staffel: inklusive Mixed- und Single-Mixed-Staffeln

| Platzierung | Einzel | Sprint | Verfolgung | Massenstart | Staffel | Gesamt |
| ----------- | ------ | ------ | ---------- | ----------- | ------- | ------ |
| 1. Platz    |        |        |            |             |         |        |
| 2. Platz    |        |        |            |             |         |        |
| 3. Platz    |        |        |            |             |         |        |
| Top 10      |        |        |            |             | 1       | 1      |
| Punkteränge | 1      |        |            |             | 39      | 40     |
| Starts      | 17     | 56     | 2          |             | 39      | 114    |

### Olympische Winterspiele
Ergebnisse bei Olympischen Winterspielen:
|                                             | Einzelwettbewerbe | Einzelwettbewerbe | Einzelwettbewerbe | Einzelwettbewerbe | Staffelwettbewerbe | Staffelwettbewerbe |
| Einzel                                      | Sprint            | Verfolgung        | Massenstart       | Damenstaffel      | Mixedstaffel       |                    |
| ------------------------------------------- | ----------------- | ----------------- | ----------------- | ----------------- | ------------------ | ------------------ |
| Olympische Winterspiele 2018 \| Pyeongchang | 80.               | 68.               | –                 | –                 | 17.                | –                  |
| Olympische Winterspiele 2022 \| Peking      | 71.               | 74.               | –                 | –                 | 17.                | –                  |

### Biathlon-Weltmeisterschaften
Ergebnisse bei den Weltmeisterschaften:
| Weltmeisterschaften | Weltmeisterschaften | Einzelwettbewerbe | Einzelwettbewerbe | Einzelwettbewerbe | Einzelwettbewerbe | Staffelwettbewerbe | Staffelwettbewerbe | Staffelwettbewerbe |
| Jahr                | Ort                 | Einzel            | Sprint            | Verfolgung        | Massenstart       | Damenstaffel       | Mixedstaffel       | S.-M.-Staffel      |
| ------------------- | ------------------- | ----------------- | ----------------- | ----------------- | ----------------- | ------------------ | ------------------ | ------------------ |
| 2015                | Kontiolahti         | 27.               | 95.               | –                 | –                 | 19.                | 21.                | nicht ausgetragen  |
| 2016                | Oslo                | 68.               | 78.               | –                 | –                 | 19.                | 19.                | nicht ausgetragen  |
| 2019                | Östersund           | 66.               | –                 | –                 | –                 | 19.                | –                  | –                  |
| 2020                | Antholz             | 90.               | 79.               | –                 | –                 | 21.                | –                  | –                  |
| 2021                | Pokljuka            | 74.               | 78.               | –                 | –                 | 15.                | –                  | –                  |